# 이스라엘-하마스 전쟁 시위
이스라엘-하마스 전쟁 시위는 이스라엘-하마스 전쟁으로 인해 세계적으로 발생한 관련 시위다. 이러한 시위들은 휴전 요구, 이스라엘 봉쇄 및 점령 종료, 인질 송환, 전쟁 범죄 항의, 가자 지구에 대한 인도적 지원 제공 등 분쟁과 관련된 다양한 문제에 초점을 맞췄다. 가자 지구에서의 이스라엘의 행동에 반대하는 시위는 아랍 세계 전역에서 눈에 띄게 컸다.